# Викофертиле (Парма)
Викофертиле (итал. Vicofertile) је насеље у Италији у округу Парма, региону Емилија-Ромања.
Према процени из 2011. у насељу је живело 1654 становника. Насеље се налази на надморској висини од 79 м.